# Jack Acquroff
John Acquroff (9 tháng 9 năm 1911 – 1987) là một cầu thủ bóng đá từng thi đấu ở Football League cho Bury, Hull City và Norwich City.